# Kornbandmossa
Kornbandmossa ( Metzgeria fruticulosa ) är som namnet anger en bandformad bållevermossa. Den är gulaktigt grön och bildar pälslika mattor på trädstammarna. Torr har den en karaktäristiskt blågrön färg.
Bandmossorna räknades fram till 2011 till bladmossorna (Bryophyta), men räknas numera till levermossorna (Marchantiophyta].

## Utbredning
Kornbandmossa var känd på en enda lokal i Sverige fram till 1960-talet. Det var i Vågsäters bokskog, i Dalsland. Sedan dess har hundratalet nya lokaler upptäckts, i framför allt Skåne, Småland och Halland. Arten verkar öka i Sverige och är därför numera rödlistad som Livskraftig (LC).
Arten finns sällsynt i Danmark och Norge. Förutom lokaler i Europa finns den också på Madeira, i Nordamerika och i Asien.
Mossan växer på trädstammar av ädla lövträd, vanligtvis i tät bokskog i vindskyddade miljöer med hög luftfuktighet, men även på lönn och ask.

## Utländska namn
Blåband (norska), Blueish Veilwort och Whiskered Veilvort (engelska).